# ワンソース
ワンソース（OneSource）とは世界中の企業・人物・ニュース・産業情報を含むデータベースである。アメリカ合衆国・インフォグループにより開発され、全世界でおよそ7,000社、400万人の利用者を有する。

## 概要
ワンソースは世界の企業情報のほか、人物情報、ニュースや記事、産業情報などを有するクラウド型のデータベース。商品は2種類あり、企業情報、人物検索、ニュース&記事を有する「エクスプレス」と、それに産業情報を加えた「ビジネスブラウザー」がある。ワンソースのデータはダンアンドブラッドストリート、エクスペリアン、レクシスネクシス、トムソン・ロイター、データモニター、コファス、モーニングスター (アメリカ合衆国の企業)などの国際的な調査会社約60社より購入した企業情報や人物情報などさまざまな情報を統合したものになる。特長として、検索ごとの課金ではなく月間または年間定額制により利用することができる。このためビジネス情報の検索頻度の高い図書館（例としてハーバード大学、スタンフォード大学）や公的機関、金融機関、戦略ファームでの利用が多い。国内販売元はワンソース・ジャパン株式会社。また、2013年4月より日本経済新聞社の100%子会社である日経メディア・マーケティング株式会社が販売代理店となり、国内での拡販を行なっている。

## 企業情報
世界1.2億社の企業データを有する。さまざまな検索機能を有し、企業の絞り込みが可能。また財務情報や企業間比較の情報についてはMicrosoft Excelにダウンロードすることが可能。おもな機能は「SWOT分析機能」「与信情報」「株主ツリー情報」「アナリストデータ取得機能」「財務諸表抽出機能」。エクスプレス、ビジネスブラウザーともに利用可能。

## 人物検索
世界1.2億人の人物データを有する。会社名や産業、役職だけでなく、住所、年齢、学歴により検索することもできる。また電子メールデータも調査することができる。エクスプレス、ビジネスブラウザーともに利用可能。

## ニュース&記事
世界16,000誌のニュースや記事を過去3年間分蓄積している。検索機能のほか、特定の言葉を含むニュースが発行されたらメールによる連絡を受領するサービス（アラート機能）の他、競合他社の監視機能等を有する。記事を無課金で検索・閲覧することができる。エクスプレス、ビジネスブラウザーともに利用可能。
ニュースソースの例として、ハーバード・ビジネス・レビュー、ニューヨーク・タイムズ、BBC、USA Today、ヘラルド・サン、ビジネスワイヤー、サンデイ・ミラー、ABCプライムタイムなどが挙げられる。

## 産業情報
世界200か国以上の国や地域ごとに、100以上の産業に対する産業レポートを蓄積。例えば「タイの携帯電話市場レポート」や「オランダの自動車産業レポート」などである。産業情報についてのみ、ビジネスブラウザー利用者のみ利用可能。

## インフォグループ
アメリカ・ネブラスカ州のIT企業。1972年に設立され、発売グループでの従業員数は約2500名。年間売上は約2000億円。ビジネスデータベースであるワンソースのほかに、メール配信ASPサービスやSalesforce.comと連携させたクラウド型のCRMデータベース「iSell」などのサービスを有する。